# بايبر ماريو (لعبة فيديو)
بايبر ماريو  (بالإنجليزية: Paper Mario)‏ هي لعبة فيديو تقمص الأدوار طورتها إنتيليجنت سيستمز ونشرتها نينتندو لنظام نينتندو 64. بايبر ماريو هي أول لعبة في سلسلة بايبر ماريو. صُدِرَت بايبر ماريو لأول مرة في اليابان في عام 2000 ثم عالميًا في عام 2001، وأعيد إصدارها لاحقًا لوي فرتشول كونسول في يوليو 2007 ووي يو فرتشول كونسول في عام 2015.
تدور أحداث لعبة بايبر ماريو في مملكة الفطر حيث يحاول بطل اللعبة ماريو إنقاذ الأميرة بيتش من باوزر، الذي سجن "أرواح النجوم السبعة (بالإنجليزية: Star Spirits)‏"، ورفع قلعتها إلى السماء وهزم ماريو بعد سرقة ستار رود (بالإنجليزية: Star Rod)‏ من ستار هافين (بالإنجليزية: Star Haven)‏ وصنع نفسه لا يقهر. لإنقاذ مملكة الفطر، وإنقاذ بيتش، واستعادة القلعة، وهزيمة باوزر، يجب على ماريو تحديد موقع أرواح النجوم، التي تمكنه من إبطال تأثيرات ستار رود المسروقة، من خلال هزيمة أتباع باوزر الذين يحرسون أرواح النجوم. يتحكم اللاعب في ماريو وعدد من الشركاء لحل الألغاز في عالم اللعبة وهزيمة الأعداء في نظام معركة قائم على الأدوار. تعتبر المعارك فريدة من نوعها حيث يمكن للاعب التأثير على فعالية الهجمات من خلال تنفيذ مدخلات وحدة التحكم المطلوبة والمعروفة باسم «أوامر العمل».
على الرغم من أن نينتندو خططت لامتلاك سكوير، الآن سكوير إنكس، لتطوير بايبر ماريو، كانت الشركة مشغولة بتطوير فاينل فانتسي 7 للبلاي ستيشن؛ طورت إنتيليجنت سيستمز اللعبة بدلاً من سكوير. تلقت اللعبة استحسانًا، وأُشِيدَ بمفهومها ونظامها القتالي والرسومات، وصُنِفَت كأفضل لعبة على نظام نينتندو في المركز 63 في قائمة «أفضل 200 لعبة» من نينتندو باور في عام 2006. تلتها أجزاء مُكَمِلَة، بدءًا من بايبر ماريو: ذا ثاوزند-يير دور للغيم كيوب في عام 2004.

## أسلوب اللعب

ماريو وأحد شركائه باراكاري، يمشون في مدينة تود. تتميز صور اللعبة بتصميمات مقطوعة لشخصيات ثنائية الأبعاد مضمنة في خلفيات ثلاثية الأبعاد.

تجمع لعبة بايبر ماريو بين عناصر تقمص الأدوار التقليدية (RPG) والمفاهيم والميزات من امتياز ماريو. بالنسبة لغالبية اللعبة، يتحكم اللاعب في ماريو، الذي يمكنه القفز واستخدام مطرقته للتغلب على العقبات المادية الموضوعة في عالم اللعبة. تعتمد العديد من الألغاز والحدود في اللعبة على قدرات شركاء ماريو، الذين يمتلك كل منهم مهارة متخصصة مطلوبة للتقدم في اللعبة. يقوم اللاعب بتجميع الشركاء أثناء تقدمهم إلى مواقع مختلفة؛ يمكن لشريك واحد فقط مرافقة ماريو في عالم العبور، على الرغم من أنه يمكن للاعب تبادلها في أي وقت.
تساعد هذه الشخصيات أيضًا ماريو في المعارك القائمة على الأدوار في اللعبة، حيث يؤدي الضرر الذي لحق بهم إلى شلل مؤقت لأن الشخصيات لا تملك إحصائيات نقاط حياة فردية. تشبه الهجمات في اللعبة تلك الموجودة في ألعاب تقمص الأدوار التقليدية، على الرغم من أن اللاعب يمكن أن يؤثر على قوة الحركة عند الهجوم أو الدفاع عن طريق توقيت الضغط على الزر بدقة أو تنفيذ بعض أوامر الحركة الأخرى كما هو مطلوب. يتمتع ماريو وشركاؤه بقدرة محدودة على أداء حركات خاصة، حيث يستهلك كل منها عددًا معينًا من نقاط الزهرة (FP) عند أدائها. يمكن زيادة هذه الإحصائيات عن طريق كسب نقاط النجوم (نقاط الخبرة) في القتال لرفع المستوى. يوجد أيضًا مقياس على الشاشة لعرض ستار إنيرجي (بالإنجليزية: Star Energy)‏، وهو مطلوب لأداء نوع آخر من الحركة يتراكم في العدد مع تقدم اللاعب خلال اللعبة. يمكن للاعب تحديد موقع ترقيات المعركة المخفية في العالم العلوي للعبة، والتي ترفع شخصية شريك واحدة إلى رتبة جديدة في كل مرة.
يعتمد التقدم من خلال بايبر ماريو على التفاعل مع شخصيات اللعبة من غير القابلة للعب (NPCs)، والذين غالبًا ما يقدمون أدلة أو تفاصيل الحدث التالي في القصة. كما هو الحال في ألعاب تقمص الأدوار الأخرى، يمكن للاعب العثور على عناصر أو شرائها من الشخصيات غير القابلة للعب للمساعدة في القتال وخارجه. يمكن أيضًا الحصول على شارات تمنح مكافآت تتراوح من التحركات الإضافية إلى الاستعادة التدريجية للصحة أثناء القتال؛ كل منها يستهلك عددًا محددًا من نقاط الشارة (BP)، مما يعني أن ماريو لا يمكنها سوى تجهيز عدد محدود من الشارات في كل مرة. يمكن اللعب بالأميرة بيتش في نقاط معينة من اللعبة كخط مهمة متكرر. تختلف أهداف وإجراءات كل انتقال إلى بيتش، على الرغم من أن معظمها يعتمد على التخفي.

## الحبكة والإعدادات
تدور أحداث اللعبة في مملكة الفطر، حيث تبدأ اللعبة عندما يتلقى ماريو ولويجي دعوة من بيتش لحضور حفلة في القلعة. هناك، عندما يكون ماريو وبيتش بمفردهما، يرفع باوزر قلعتها، ويتغلب على ماريو بقدرته التي لا تقهر التي اكتسبها من خلال سرقة ستار رود وسجن أرواح النجوم السبعة؛ يُلقَى ماريو بعيدًا عن القلعة في السماء ويهبط في قرية غومبا، حيث يساعده غومباريو وعائلته. يشق ماريو وغومباريو طريقهما إلى قمة شوتنيغ ستار، حيث تطلب الأرواح السبعة الضعيفة من ماريو العثور عليها من أجل إيقاف باوز الذي لا يقهر. يذهب ماريو وأصدقاؤه إلى قلعة الإخوة كوبا الأربعة حيث ينقذون روح النجم الأول. ووجدوا الثاني في الصحراء الجافة الجافة داخل قلعة سرية يحكمها توتانكوبا. والثالث يحتفظ به توبا بوبا، وهو عدو يخيف البوز ويأكلهم عندما يكون «لا يقهر» (قلبه هو نقطة ضعفه الحقيقية). الرابع يحتفظ به الجنرال غاي وأتباعه الذين يعيشون في توي بوكس. يسافر ماريو وأصدقاؤه الجدد إلى لافالافا لاند، وهي جزيرة يتعرض سكانها للتهديد بسبب ثوران بركاني قادم. بعد إنقاذ الروح الخامسة، يسافرون إلى حقول الزهور لاسترجاع السادس. أصبح ماريو متهمًا بارتكاب جريمة قتل عندما وجد عمدة مدينة شيفر فاقدًا للوعي؛ بعد حل اللغز (الذي كان حادثًا لرئيس البلدية)، وصل ماريو إلى قصر كريستال حيث أنقذ آخر روح نجم من كريستال كينغ. عندما ينقذ ماريو كل أرواح النجوم السبعة، يغادر إلى قلعة بيتش.
في هذه الأثناء، تحاول بيتش في محاولات عديدة الهروب من القلعة إلى جانب توينك. يتحكم اللاعب في بيتش في مجموعة متنوعة من الألعاب المصغرة في كل مرة بعد أن ينقذ ماريو روح نجم، مثل خبز كعكة لشاي غاي أو حتى استنساخ مظهر أتباع باوزر بمظلة سحرية. في نهاية كل جزء لعب مع بيتش، تسمع باوزر وهو يتحدث عن الرؤساء الذين يضربون ماريو قبل أن يُكتَشَفوا ثم ينقلوا إلى غرفتها مرة أخرى.
يدخل ماريو القلعة ويواجه باوزر؛ بفضل قوة الأرواح السبعة، تمكن ماريو من التغلب على باوزر من خلال إيقاف خبثه بينما يقاتل بيتش وتوينك صديق باوزر كامي كوبا. فاز ماريو وبيتش، جنبًا إلى جنب مع أصدقائهم، في النهاية ضد باوزر وكامي. تعيد أرواح النجوم القلعة إلى مكانها. في يوم آخر، تلقى ماريو ولويجي خطابًا لطرف آخر، مما أدى إلى عرض موكب مع بدء شارة نهاية اللعبة.

### القصة والشخصيات
تتمحور قصة اللعبة حول ماريو وهو يحاول استعادة أرواح النجوم السبعة، الذين سُرِقوا بواسطة باوزر ومساعده كامي كوبا. قوتهم المشتركة مطلوبة لإبطال تأثيرات ستار رود، والتي تجعل باوزر لا تيهر. بمجرد أن ينقذ ماريو كل منهم، يستخدم مساعدتهم لهزيمة باوزر وإنقاذ بيتش. تُقَدَّم القصة في سياق رواية، حيث يُشار إلى كل مغامرة تنطوي على إنقاذ نجم روح كفصل واحد. يمكن لعب بيتش بين الفصول، حيث تتحالف مع طفل نجم اسمه توينك في القلعة لنقل معلومات حيوية إلى ماريو بخصوص سعيه.
يتحالف ماريو مع ثمانية شركاء في المجموع، يمثل كل منهم نوعًا مختلفًا من الأعداء من امتياز ماريو. هؤلاء الشركاء هم:
- غومباريو (بالإنجليزية: Goombario)‏، هو غومبا يملك القدرة على إخبار اللاعب عن أي شخصية أو بيئة أو عدو
- كوبر (بالإنجليزية: Kooper)‏، هو كوبا تروبا يملك القدرة على رمي قوقعته على الأشياء التي لا يمكن الوصول إليها
- بومبيت (بالإنجليزية: Bombette)‏، هي بومب-أومب تملك القدرة على تفجير الأجزاء الضعيفة من الجدران
- باراكاري (بالإنجليزية: Parakarry)‏، هو باراتروبا يملك القدرة على مساعدة ماريو في عبور فجوات كبيرة جدًا للقفز عبرها
- ليدي باو (بالإنجليزية: Lady Bow)‏، هي بو تملك القدرة على جعل ماريو غير مرئي وشفاف
- وات (بالإنجليزية: Watt)‏، هو ليل سباركي يملك القدرة على إضاءة الغرف وكشف الأشياء الخفية
- سوشي (بالإنجليزية: Sushie)‏، هي تشيب-تشيب تملك القدرة على السماح لماريو بالسباحة
- ليكيلستر (بالإنجليزية: Lakilester)‏، هو لاكيتو يملك القدرة على السماح لماريو باجتياز البيئات الخطرة، مثل المسامير والحمم البركانية.

بعد إعادة قلعة بيتش إلى الأرض وهزيمة باوزر بواسطة ماريو، يروي قصته إلى لويجي، الذي ظل في المنزل بينما ذهب ماريو في المغامرة. تقيم بيتش حفلة ضخمة لتكريم ماريو وشركائه لإنقاذ المملكة بأكملها، والتي يتبعها بعد ذلك موكب أثناء شارة النهاية.

## التطوير
طورت إنتيليجنت سيستمز بايبر ماريو. عمل شيغيرو مياموتو كمنتج ومستشار في المشروع. كتب كوميكو تاكيدا وكاوري أوكي سيناريو اللعبة، بينما كان ناوهيكو أوياما هو المدير الفني المسؤول عن الأسلوب الرسومي المميز للعبة. اقتربت نينتندو من سكوير إنكس، التي طورت سوبر ماريو أر بي جي لنظام سوبر نينتندو إنترتينمنت سيستم، لتطوير اللعبة، لكنهم رفضوا العرض لأنهم كانوا يعملون على فاينل فانتازي 7. بدلاً من ذلك، استعانت نينتندو بإنتيليجنت سيستمز لتطوير اللعبة. كانت تسمى في البداية سوبر ماريو أر بي جي 2، وكان من المقرر إطلاقها على 64 دي دي، وكُشِفَ عنها لأول مرة في نينتندو سبيس ورلد 97، وهو معرض تجاري سابق لألعاب الفيديو استضافته نينتندو. ومع ذلك، انتقل التطوير إلى الخراطيش بدلاً من الأقراص المغناطيسية. استلهم أوياما الرسومات من بارابا ذا رابر وعمل والت ديزني ولوني تونز لأسلوب الفن. ذكر مياموتو أن اللعبة طُوِرَت مع وضع هواة الألعاب في الاعتبار. كان قد كشف في وقت سابق في معرض الترفيه الإلكتروني أن حوالي عشرين مطورًا، مثل لوكاس آرتز وسونيك تيم ويوبي سوفت وراير، شاركوا بنشاط في المشروع. أعيد إصدار بايبر ماريو على وي فرتشول كونسول في عام 2007، ووي يو فرتشول كونسول في عام 2015. صدرت اللعبة أيضًا لآي كوي بلاير في عام 2004.

### الموسيقى
صدرت الموسيقى التصويرية للعبة لأول مرة في اليابان في 21 سبتمبر 2000، مع العنوان الأصلي للعبة من قبل إنتربراين، وتوزيعها من قبل مجلة فاميتسو. وتبعتها في الولايات المتحدة بعد بضعة أشهر من نينتندو باور حصريًا مع الرسم التوضيحي من غلاف اللعبة العالمية. تضمنت كل من الموسيقى الأصلية للعبة، بالإضافة إلى المؤثرات الصوتية، في 78 مقطع صوتي على قرصين. كتب يوكا تسوجيوكو جميع مؤلفات اللعبة، مع ترتيب مُعاد تمثيله لموضوعات سوبر ماريو السابقة بواسطة كوجي كوندو. أُلِفَت أحداث اللعبة الأخرى وموسيقى المؤثرات الصوتية بواسطة تايشي سيندا. حظيت موسيقى اللعبة في الغالب بتعليقات إيجابية، حيث وصفها لوكاس إم. توماس من آي جي إن بأنها «مصممة بشكل واضح مع نغمات جذابة ومعبرة وإشارات صوتية كوميدية».

## التقييم والميراث
| التقييم |                            |
| --- | -------------------------- |
| مجموع النقاط المجموع نقاط ميتاكريتيك 93/100 (15 مراجعة) نتائج المراجعة نشرة نقاط أول غيم إدج 7/10 إلكترونك غيمينغ مونثلي 9.33/10 يورو غيمر 9/10 فاميتسو 33/40 غيم ريفولوشن B+ غيمفان 358/400 (مستورد) غيم برو 4/5 [ ب ] غيم سبوت 9.5/10 آي جي إن 9/10 إن64 ماغازين 90% (أوروبا) 85% (اليابان) نيكست جينرايشن نينتندو غيمر 94/100 نينتندو لايف نينتندو باور مجلة نينتندو الرسمية 93% إكس-بلاي |                            |
| مجموع النقاط |                            |
| المجموع | نقاط                       |
| ميتاكريتيك | 93/100 (15 مراجعة)         |
| نتائج المراجعة |                            |
| نشرة | نقاط                       |
| أول غيم | 4/5 stars                  |
| إدج | 7/10                       |
| إلكترونك غيمينغ مونثلي | 9.33/10                    |
| يورو غيمر | 9/10                       |
| فاميتسو | 33/40                      |
| غيم ريفولوشن | B+                         |
| غيمفان | 358/400 (مستورد)           |
| غيم برو | 4/5                        |
| غيم سبوت | 9.5/10                     |
| آي جي إن | 9/10                       |
| إن64 ماغازين | 90% (أوروبا) 85% (اليابان) |
| نيكست جينرايشن | 5/5 stars                  |
| نينتندو غيمر | 94/100                     |
| نينتندو لايف | 10/10 stars                |
| نينتندو باور | 4.5/5 stars                |
| مجلة نينتندو الرسمية | 93%                        |
| إكس-بلاي | 4/5 stars                  |

تلقت بايبر ماريو إشادة من النقاد، حيث تلقت 93/100 على مجمع المراجعة ميتاكريتيك بناءً على 15 مراجعة. بايبر ماريو هي أكثر لعبة مبيعًا في أول أسبوع لها في اليابان، حيث بيعت أكثر من 276000 نسخة، وأكثر لعبة مبيعًا لمدة أسبوعين في مناطق أخرى. احتلت المركز 141 في قائمة «أعظم 200 لعبة فيديو في وقتهم» من إلكترونك غيمينغ مونثلي في فبراير 2006، واحتلت المركز 63 كأفضل لعبة على نظام نينتندو في قائمة «أفضل 200 لعبة» من نينتندو باور، وفي المركز 13 كأعظم لعبة نينتندو 64 على الإطلاق من نفس المجلة. تُصنف حاليًا على أنها سادس أعلى لعبة نينتندو 64 تقييمًا على ميتاكريتيك، وهي تاسع أعلى لعبة فيديو قُيِّمََت لعام 2001، وأعلى لعبة نينتندو 64 قُيِّمََت في ذلك العام.
أشاد مات كازاماسينا من آي جي إن بإمكانية الوصول إلى اللعبة، وعلق قائلاً «إنها بمثابة لعبة تمهيدية مثالية لأي شخص يأمل في استكشاف هذا النوع». ومع ذلك، اشتكى المراجعون الآخرون من الألغاز والرؤساء التي تتطلب «إستراتيجية أساسية في أفضل الأحوال». أُشِيدَ بقيمة اللعبة الحنينية، حيث أشار المراجعون إلى الشعور بالإلمام بامتياز ماريو الموجودة في إعدادات اللعبة وشخصياتها. غالبًا ما تُقارَن بايبر ماريو بلعبة ماريو تقمص الأدوار السابقة، سوبر ماريو أر بي جي. حكم توم برامويل من يورو غيمر بأن «بايبر ماريو هي لعبة متفوقة بشكل كبير على سوبر ماريو أر بي جي»، بينما قارن آي جي إن حبكة اللعبة البسيطة بشكل سلبي مع لعبة سوبر نينتندو وادعت آر بي جي فان أن بعض قصة بايبر ماريو قد نُسِخَت منها. تساءلت آر بي جي فان أيضًا عن اسم اللعبة «بايبر ماريو»، حيث كان هناك، في رأيهم، ميزات أو جوانب غير كافية في أسلوب اللعب التي استخدمت موضوع الورق لتبرير الاسم.
أشاد النقاد بمزيج اللعبة من ألعاب تقمص الأدوار والمنصات. لاحظ غيم سبوت نظام المعركة «المثير والاستراتيجي إلى حد ما»، والذي يتطلب من اللاعب استغلال نقاط ضعف الأعداء. تمت الإشادة بميزات أمر الإجراء «المنعش» على وجه الخصوص لإضافة الأصالة إلى صيغة المعركة التي كانت موجودة في العديد من الألعاب من نفس النوع. ادعت آي جي إن أن اللعبة كانت «أفضل لعبة تقمص أدوار لنينتندو 64»، واصفة إياها بأنها «عميقة بشكل خيالي، ومصممة بشكل حدسي، ومكافأة بشكل رائع». على الرغم من هذا، فإن تصميم العدو نفسه كان يتحسر لكونه «مبتذل وعامة»، مع استثناءات ملحوظة لبعض الشخصيات الرئيسية الأصلية في بايبر ماريو. لاحظ يورو غيمر كيف «من بين الشخصيات المختلفة التي تقابلها، لا شيء أقل أهمية من أي شخص آخر»، مُرَحِّبًا بالشخصيات الشريكة والألغاز المتعلقة بهم. أشاد غيم سبوت باستخدام اللعبة للفكاهة والمهام الجانبية، مع إشارات إلى التحكم في بيتش على وجه الخصوص.
قام تشيستر باربر بمراجعة نسخة نينتنو 64 للعبة من نيكست جينرايشن، وصنفها بخمس نجوم من أصل خمسة، وذكر أن «واحدة من أفضل ألعاب تقمص الأدوار على الإطلاق، وبالتأكيد أفضل لعبة تقمص أدوار متاحة لنينتندو 64. حتى لو كنت قد فعلت ذلك فقط. شراء ألعاب لأنظمة أحدث، هذا أمر لا بد منه». اختارت غيم سبوت لعبة بايبر ماريو كأفضل لعبة نينتندو 64 لعام 2001. وكانت الوصيفة لجائزة«أفضل لعبة تقمص الأدوار» السنوية للمنشور بين ألعاب الأنظمة، التي ذهبت إلى فاينل فانتازي 10.
كما أشيد باللعبة جيدًا عند إصدارها على خدمة الفرتشول كونسول، حيث صرح لوكاس إم. توماس من آي جي إن «لقد وضِعَت بشكل جيد للغاية حتى في السياق مقابل تتابعات عصر غيم كيوب ووي، وهي لعبة تقمص أدوار من أجل الخير». أثبتت لعبة بايبر ماريو أيضًا شهرتها على فرتشول كونسول، حيث كانت ثاني أكثر الألعاب تنزيلًا في الولايات المتحدة في أغسطس 2007.

## الملاحظات
1. ↑  تُعرف في اليابان بإسم: ماريو ستوري (بالإنجليزية: Mario Story‎؛ باليابانية: マリオストーリー؟)
2. ↑  قيم غيم برو بايبر ماريو كالآتي: 4/5 لعامل المرح والصوت، و 5/5 للتحكم و3/5 للرسومات.

## وصلات خارجية
- بايبر ماريو على موقع IMDb (الإنجليزية)
- الموقع الرسمي
 (باليابانية)